# József Nagysándor
Pour les articles homonymes, voir Nagy et József Nagy.
József Nagysándor (Nagy-Sándor József en hongrois) (1803-1849) est un général hongrois exécuté pour sa participation à la révolution hongroise de 1848. Il est l'un des 13 martyrs d'Arad.